# Head Mountains
Die Head Mountains sind eine Gebirgsgruppe im ostantarktischen Viktorialand. Sie ragen südlich des Gateway-Nunatak am Kopfende des Mackay-Gletschers nahe dem nördlichen Polarplateau auf. Zu ihnen gehören von Westen nach Osten Mount DeWitt, Mount Littlepage, Mount Dearborn sowie der Coalbed Mountain.
Das Advisory Committee on Antarctic Names benannte sie 2007 nach dem US-amerikanischen Planetologen James W. Head (* 1941) von der Brown University, dessen Arbeiten in den Antarktischen Trockentälern von 2002 bis 2006 dazu führte, Antarktika als Beobachtungsvorlage für geografische Objekte auf dem Mars zu nutzen.

## Weblinks

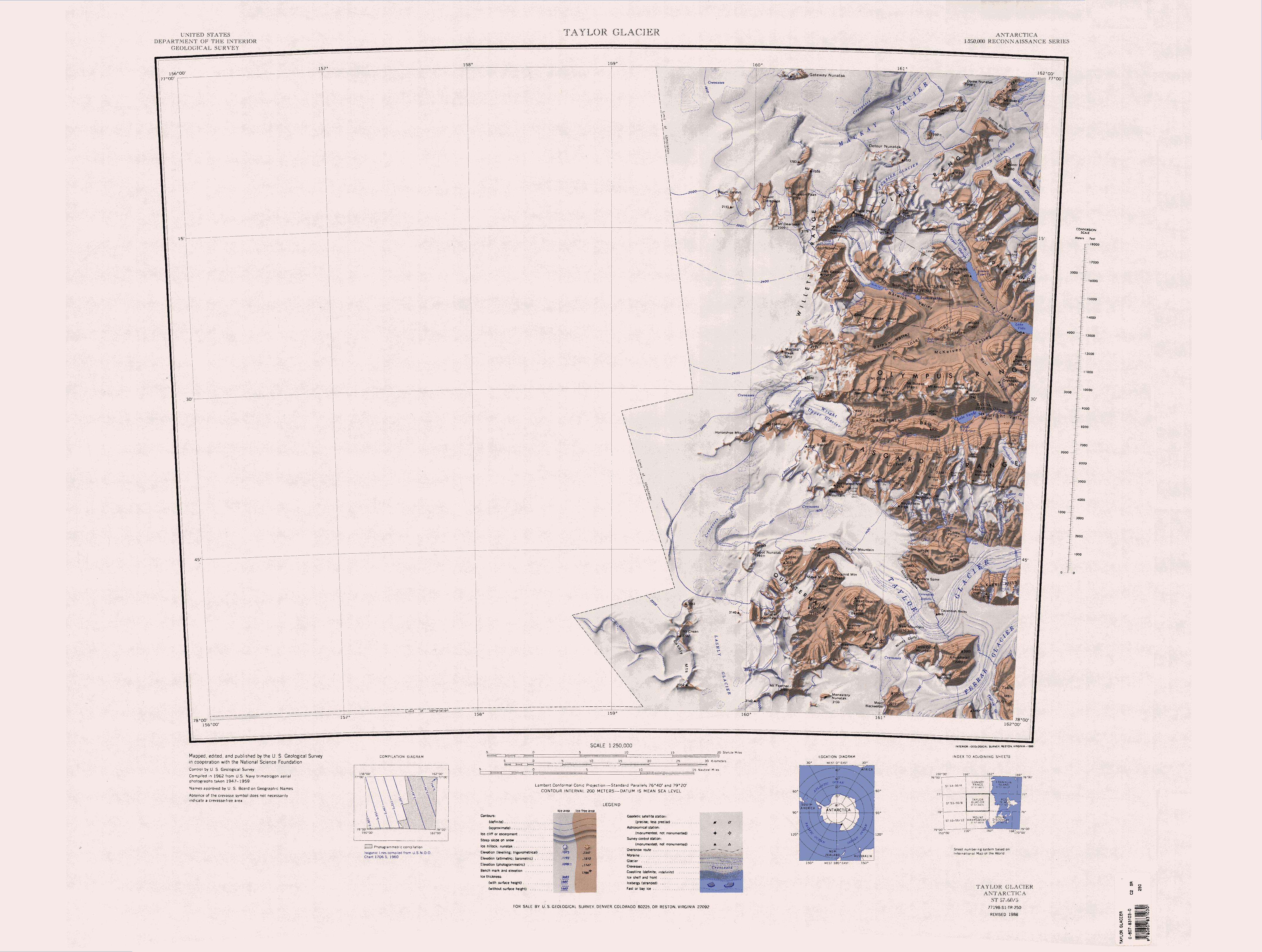
Topographische Karte Taylor Glacier von 1962 (Neuauflage 1988): Mount DeWitt, Mount Littlepage, Mount Dearborn und der Robison Peak des Coalbed Mountain im vergletscherten Bereich nordwestlich der Antarktischen Trockentäler